# بيتر أ. كاروثرز
بيتر أ. كاروثرز (بالإنجليزية: Peter A. Carruthers)‏ هو فيزيائي وأستاذ جامعي أمريكي، ولد في 1935 في لافاييت في الولايات المتحدة، وتوفي في 3 أغسطس 1997 في توسان في الولايات المتحدة.